# Cardiochiles pappi
Cardiochiles pappi är en stekelart som beskrevs av Oltra och Falco 1997. Cardiochiles pappi ingår i släktet Cardiochiles och familjen bracksteklar. Inga underarter finns listade.